# Anders Pihlblad

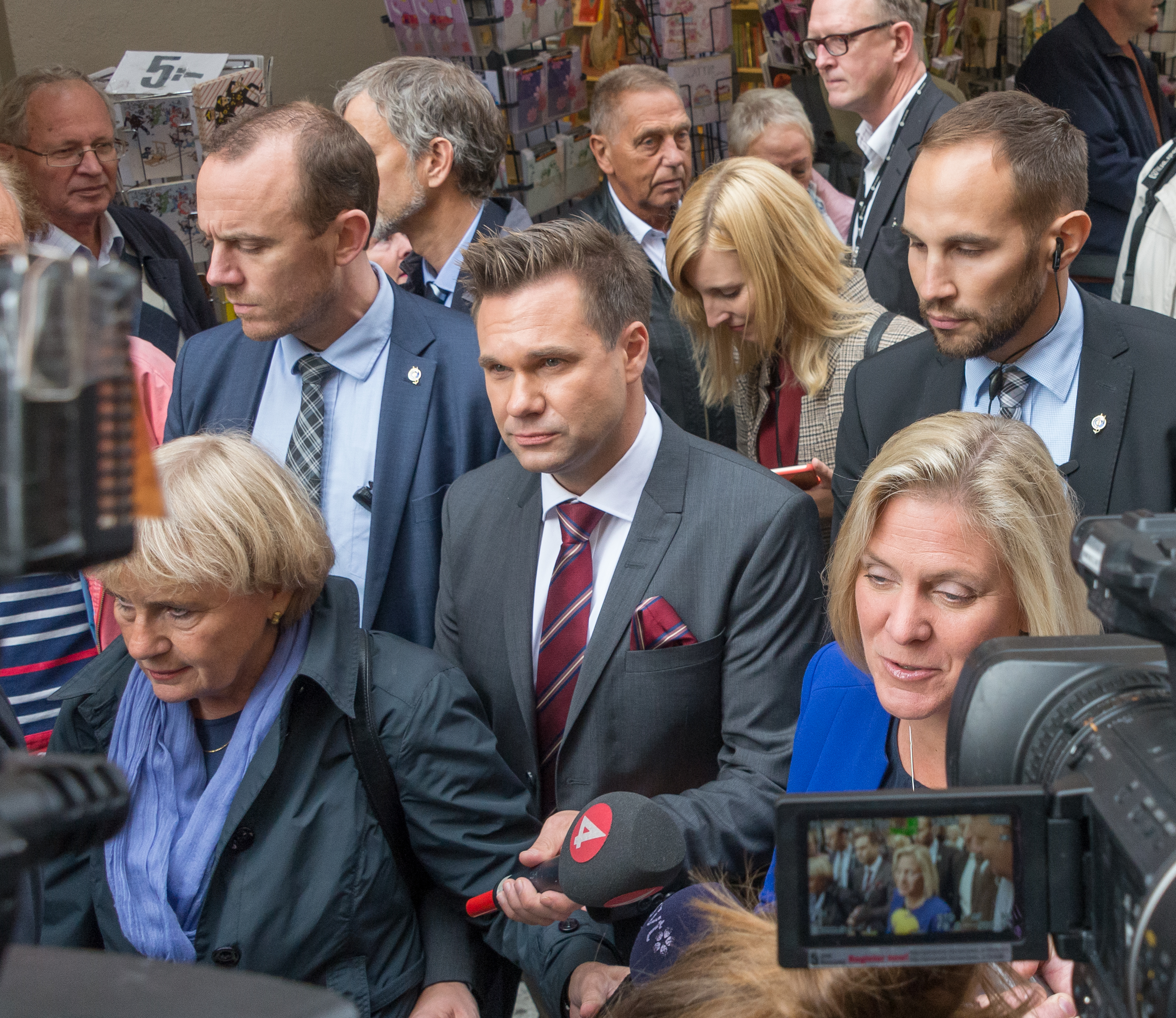
Anders Pihlblad (mitten) intervjuar Magdalena Andersson på Drottninggatan i Stockholm under budgetpromenaden 2015.

Per Anders Sebastian Pihlblad, född 21 februari 1968 i Visby, är en svensk journalist och författare som arbetar som programledare på Nyhetsmorgon på TV4. Tidigare har han varit politisk reporter på kanalen sedan 1997.
Pihlblad började 16 år gammal som extra sportreporter vid Norrköpings Tidningar. Han studerade därefter journalistik vid Skurups folkhögskola, där en av lärarna var Harry Ekblom, dåvarande redaktionschef vid tidningen Arbetet. Efter utbildningen vikarierade han på tidningen IDag och på Norrköpings Tidningar, för att därefter arbeta som researcher vid SVT för intervjuprogrammet Skytte och nyhetsprogrammet Sydnytt. Innan Pihlblad fick arbete på TV4, var han nyhetsreporter på Aftonbladet 1993–1997.
Pihlblad var i november 2007 en del av den så kallade Schenströmaffären. Han och Ulrica Schenström fångades på fotografi när de drack alkohol och umgicks på ett ovanligt informellt sätt. Schenström var vid denna tidpunkt statsministerns statssekreterare och särskilt hennes omdöme ifrågasattes, gällande lämpligheten i att regeringstjänstemän och politiska reportrar umgås intimt samt att hon drack alkohol när hon var ansvarig för regeringens krisberedskap och hade jour. Efter mediedrevet som följde skrev Pihlblad boken Drevet går.
I september 2008 var han redaktör för TV4-programmet Halvtid om regeringen Reinfeldts två första år.
Pihlblad är en av programledarna i Nyhetsmorgon i TV4. Han har även varit programledare för flera av TV4:s politikprogram som Efter partiledardebatten i valet 2006. I valrörelsen 2014 ledde han partiledardebatten tillsammans med Jenny Strömstedt. De båda ledde även programmet Din nästa statsminister 2014. Han har bland annat bevakat folkpartiets valvaka i Europaparlamentsvalet 1999, moderaternas valvaka i valet 2006 och Almedalsveckan i flera år, och var år 2007 med på tidningen Fokus lista över  Sveriges hundra mäktigaste mediemänniskor.
Tillsammans med journalisten Niklas Svensson intervjuade Pihlblad samtliga partiledare i det direktsända programmet Politikerpuben under våren 2010.
Pihlblad är sedan 2012 gift med TV4-medarbetaren Henrik Alsterdal.